# Krigsåret 1851

## Pågående krig
- Kaukasiska kriget (1817-1864)
  - Imanatet Kaukasus på ena sidan
  - Ryssland på andra sidan

- Nyzeeländska krigen (1845-1872)
  - Brittiska imperiet på ena sidan.
  - Maori på andra sidan.

- Slesvig-holsteinska kriget (1848-1851)
  - Danmark på ena sidan.
  - Schleswig, Holstein, Preussen med flera på andra sidan.